# Stražeman
Stražeman je naselje u Republici Hrvatskoj u Požeško-slavonskoj županiji, u sastavu općine Velika.

## Zemljopis
Stražeman naselje smjesteno pod obroncima planine Papuka, 3 km zapadno od Velike,  susjedna naselja su Doljanci na zapadu, Potočani na istoku i Biškupci i Draga na jugu.

## Stanovništvo
Prema popisu stanovništva iz 2001. godine Stražeman je imao 228 stanovnika,
Od toga je 108 mlađih od 30 godina, 85 je stanovnika u dobi između 30 i 60 godina, dok su 35 stanovnika starija od 60 godina. Prema popisu stanovništva iz 1991. godine imao 250 stanovnika.
| broj stanovnika | 395   | 353   | 333   | 322   | 342   | 388   | 406   | 415   | 374   | 374   | 310   | 242   | 205   | 250   | 228   | 231   | 179   |
|                 | 1857. | 1869. | 1880. | 1890. | 1900. | 1910. | 1921. | 1931. | 1948. | 1953. | 1961. | 1971. | 1981. | 1991. | 2001. | 2011. | 2021. |

## Povijest
Stražeman se po prvi puta spominje još davne 1332. godine, tj. godine kada se prvi puta spominje crkva sv. Mihaela Arkanđela koja je i danas na glasu kao jedna od najljepših crkva požeškog kraja. Naime, sama crkva sv. Mihaela Arkanđela je doživjela mnoge stilske preinake kroz svoju povijest, dok najnovije otkriće govori o baroknim freskama nastalim u 18. stoljeću i predstavljaju četiri evanđelista, što je bio čest motiv fresaka kojima su oslikavani svodovi. Nažalost, njihov autor je nepoznat jer je potpis trajno uništen. Vrijednost ovog otkrića jest u rijetkosti baroknih fresaka na ovom području.
Iznad samoga mjesta, oko 3 km sjeverno,nalaze se ostatci srednjovjekovnog dvorca koji se u srednjovjekovnim povijesnim izvorima spominje kao Stražemlje. Utvrda se nalazi na brdu karakterističnog toponima Grad, na 584 m n/v. Srednjovjekovno naselje Stražemlje je ,po svemu sudeći,mnogo starije od stražemanske utvrde. Između 1537. i 1539. pod osmanlije je dospjela i stražemanska utvrda, iako o tome nema izravnih sačuvanih povijesnih podataka.

## Gospodarstvo
Prevladava ratarstvo i stočarstvo.